# Direttore artistico
Il direttore artistico è una figura professionale che opera nel campo dello spettacolo e della pubblicità.

## Mansioni
Cura, coordina, organizza ed indirizza progetti di eventi (spettacoli, concerti, festival, rassegne, stagioni musicali, programmi televisivi, ecc.) secondo determinati contenuti, scelte, linee e percorsi artistico-culturali, indicando protagonisti, caratteristiche, tematiche e modalità di svolgimento, aspetti della comunicazione, eventuali connessioni socio-umanitarie e/o scopi promozionali e d'immagine.
Il direttore artistico ha il compito di redigere progetti di spettacoli ed eventi, definendoli in ogni dettaglio, in base a criteri legati a genere, target, obiettivi, qualità, attualità, interesse, contestualizzazione, indicazioni del committente (associazione, fondazione, ente pubblico, gestore, organizzatore, comitato, emittente radio-televisiva, ecc.). Nella fase di progettazione dell'evento, il direttore artistico deve valutare, oltre agli aspetti artistici, anche parametri economici e tecnici, procedendo ad un'autentica analisi di fattibilità. Il direttore artistico può distinguersi per abilità nella scelta di artisti e spettacoli, capacità di redigere progetti di qualità, interesse e risonanza, creatività nell'ideazione di eventi originali ed indirizzo delle strategie di comunicazione.
Il direttore artistico, a volte, è anche ideatore e/o organizzatore (vedi anche promoter musicale) e/o produttore di eventi.

## Il direttore artistico nell'industria discografica
Il direttore artistico (detto anche consulente musicale o produttore artistico) nell'industria discografica è un musicista che viene affiancato (dal produttore) ai tecnici e ai fonici durante la registrazione, per seguirne tutte le fasi ed ottenere la migliore esecuzione, prolungando il suo lavoro anche nelle fasi di mixing e mastering. La scelta del direttore artistico avviene in base alla sua vicinanza allo stile musicale del progetto e dell'artista su cui si sta lavorando. Spesso si occupa anche di fornire i testi del libretto allegato alla produzione discografica.

## Normativa italiana
In Italia il direttore artistico è pienamente e completamente responsabile dello svolgimento e del risultato dell'evento o dello spettacolo, dal punto di vista giudiziario e legale, e deve valutare, controllare e vigilare ogni decisione presa da funzionari, direttori tecnici, di allestimento, operatori, e quanti altri ricadano sotto la sua responsabilità durante la realizzazione dell'evento
Può in qualsiasi momento convocare assemblea per vari motivi: siano essi di comunicazione collettiva o di problemi interni allo staff operativo.
Ha l'obbligo di un corrisposto mensile pari alla sua corrispettiva attività in termini di mandato e ore ed ha diritto a privilegi quali: telefono aziendale, benefit, rimborsi per chilometraggi, sconti e buoni pasto, pass per eventi e location.
Per validare la presa di inizio di suddetto ruolo, egli deve firmare una dichiarazione in cui si prende responsabilità di eventuali punti elencati nello statuto.
Senza tale documento la responsabilità e l'importanza del ruolo, decadono nel momento in cui, in casi problematici o gravi, vi siano accadimenti di blocco nell'ordinario collettivo; inoltre Il Direttore artistico può pertanto estraniarsi dal ruolo in qualsiasi momento, senza penalità legali o di rivalsa.